# Targon
Targon es una población y comuna francesa, situada en la región de Aquitania, departamento de Gironda, en el distrito de Langon y cantón de Targon. Produce vino de Burdeos en la AOC Bordeaux Haut-Benauge.

## Historia
En 1562, en las guerras de religión, Blaise de Monluc, a la cabeza del ejército real y de los católicos, tomó la ciudad y colgó a 70 protestantes en el mercado. Poco después, bate al protestante Symphorien de Durfort en las proximidades: batalla de Targon (15 de julio). 

## Demografía
| 1962                                                   | 1968 | 1975 | 1982 | 1990 | 1999 | 2004 |
| ------------------------------------------------------ | ---- | ---- | ---- | ---- | ---- | ---- |
| 1084                                                   | 1132 | 1195 | 1435 | 1609 | 1685 | 1714 |
| Número retenido desde 1962: Población sin duplicidades |      |      |      |      |      |      |

## Lugares y monumentos
- Iglesia románica de Saint Romain, del siglo XII.